# Falla de Chixoy-Polochic
La falla de Chixoy-Polochic, también conocido como falla del Polochic, o Cuilco-Chixoy-Polochic, es una de los dos principales zonas de falla en Guatemala marcando el límite tectónico entre la placa del Caribe y la placa Norteamericana, y acomoden los 2 cm por año de desplazamiento entre ambas placas. La otra falla importante del límite de placa es la falla de Motagua situado unos 80 km al sur, que acomoda unos 75% del desplazamiento bajo en corriente ciclo sísmico. La falla del Polochic acomoda la mayoría de los demás. Descorre en un ligero arco desde la costa este de Guatemala hasta Chiapas en el suroeste de México, siguiendo los profundos valles de los ríos Polochic, Chixoy y Cuilco. Hacia el este se une a la falla de Motagua en el mar Caribe, y posiblemente a la falla de Tonalá en su extremidad occidental al sur de México. No parece continuar su curso hacia el oeste, a través el planicie costal o la margen continental hasta la fosa de subducción de la placa de Cocos.
La falla de Chixoy-Polochic tiene un desplazamiento total de 125 ± 5 km, bien establecido por la separación des estructuras pleguadas 'laramidicas' (de edad Paleoceno o Eoceno). Su velocidad media ha sido estimada a 2.5-3.3 mm por año durante los últimos 7-10 millones de años, 4.8 ± 2.3 mm por año durante los últimos 10 000 años, y menos de 5 mm al año bajo en ciclo intersísmico actual.
Si bien la actividad sísmica reciente es más prominente en la falla de Motagua, tal como el sismo mayor del 4 de febrero de 1976 de magnitud Mw 7.5, algunos estudios sugieren que la falla de Chixoy-Polochic es todavía capaz de producir terremotos mayores, como por ejemplo el terremoto de 1816, cual, con una magnitud estimada de 7.5 a 7.8 Mw afectó el oeste de Guatemala y Chiapas. Sin embargo este terremoto puede haber ocurrido en otras fallas. Las evidencias de actividad las más recientes incluyen por lo menos cuatro desplazamientos entre 17 ka y 13 ka BP, y un desplazamiento asísmico durante los últimos 5 siglos. La falla del Polochic, como también al falla de Motagua, pueden ser responsables de una serie de 4 terremotos que ocurrieron entre 850 y 1400 CE, al tiempo del colapso de la civilización clásica Maya, cuales afectaran las ciudades de Quiriguá, Pusilhá, Xunantunich y Copán. Cinco otros terremotos ocurrieron entre 1050 y 1450 CE a lo largo de la falla del Polochic o de fallas vecinas. La falla posee una zona que produce pequeños terremotos entre 5 y 10 km de profundidad, que puede corresponder a una zona bloqueada. Desde el inicio del registro instrumental fiable de seísmos en Guatemala (~1920 CE) no se ha recordado terremotos de magnitud superior a Mw 5.6. 